# Lindinis

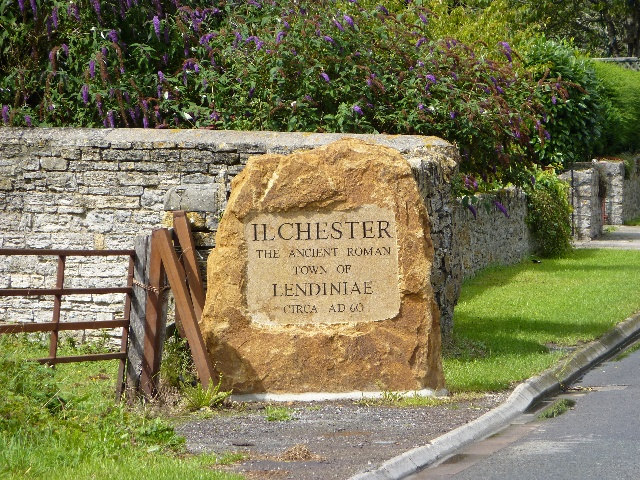
Mojón moderno que conmemora los orígenes romanos de Ilchester

Lindinis o Lendiniae era un pequeño pueblo en la provincia romana de Britania. Hoy es conocida como Ilchester, ubicada en el condado inglés de Somerset en el Reino Unido.

## Nombre
El nombre "Lindinis" aparece en la Cosmografía de Rávena del siglo VII. La alternativa *Lendiniae se deriva de dos piedras de construcción inscritas del Muro de Adriano que se refieren a un destacamento de la tribu Lendinienses de los durotriges (en latín: Civitas Durotragum Lendiniensis). Las inscripciones parecen implicar que la ciudad era una capital tribal separada de la conocida en Dorchester (Durnovaria).

## Historia

### Prehistoria
Había dos grandes castros de la Edad del Hierro en la región de Lindinis, en Ham Hill y Cadbury. También hubo un pequeño asentamiento al sur del sitio de la ciudad romana posterior.

### Dominio romano
Un fuerte con paredes de madera (en latín: castrum) se estableció en Ilchester alrededor de AD 60 y más tarde parece que se construyó un segundo fuerte. Protegía el cruce de Fosse Way sobre el río Yeo. Originalmente rodeadas de casas redondas nativas, éstas fueron reemplazadas más tarde por un asentamiento no planificado (vicus) de alrededor de 30 acres (121 405,8 m²)   . El puesto fue abandonado a fines del siglo I, después de lo cual se estableció una cuadrícula de calles con viviendas y talleres domésticos de madera, así como suburbios industriales al borde de la carretera. Hay constancia de trabajos de hierro, vidrio y hueso y producción de cerámica, así como parcelas agrícolas dentro del pueblo. A finales del siglo II, el área central estaba rodeada por un banco defensivo y un foso con puertas de piedra. Los muros de piedra se erigieron a mediados del siglo IV. Se convirtió en la única ciudad amurallada en el territorio de los durotriges aparte de Durnovaria. En ese momento, la ciudad parece haber consistido en gran parte en lujosas casas privadas de propietarios adinerados lo suficientemente ricos como para instalar finos pisos de mosaico. Se han descubierto más de treinta y se ha sugerido que la ciudad albergaba un taller de la escuela de mosaicos Corinium Saltire o que contaba con su propia 'Escuela Lindinis'.

### Edad Media
La cerámica importada al área después de la retirada romana de Gran Bretaña alrededor del año 410 implica que el sitio continuó ocupado durante el siglo siguiente, aunque es posible que la élite local se haya mudado al cercano castro de South Cadbury. Ford identificó a Lindinis como Cair Pensa vel Coyt, la que figura entre las 28 ciudades de Gran Bretaña según la Historia de los británicos, tomando el nombre como una referencia a Penselwood ( coit es la palabra en galés para "bosque"), aunque otros como Mommsen y Ussher en cambio leen vel como el latín para "o" — "Pensa o Coyt" — y lo asocian tentativamente con Isca en la actual Exeter.